# اچ‌ام‌اس برایتویت (کی۴۶۸)
اچ‌ام‌اس برایتویت (کی۴۶۸) (به انگلیسی: HMS Braithwaite (K468)) یک کشتی بود که طول آن ۳۰۶ فوت (۹۳ متر) بود. این کشتی در سال ۱۹۴۳ ساخته شد.